# Abbé Faria
Pour les articles homonymes, voir Faria et Abbé.
L'abbé Faria apparaît en tant que un personnage de fiction du roman d'Alexandre Dumas le Comte de Monte-Cristo. Il est inspiré de José Custódio de Faria.

## Personnage
L'abbé Faria est un prêtre italien. Condamné en 1811 pour crime politique, il rencontre Edmond Dantès au château d'If, où ils sont emprisonnés. Cultivé, scientifique, polyglotte et considéré comme fou par les gardiens de la forteresse, il se lie d'amitié avec Edmond Dantès avec qui il met au point une tentative d'évasion pour laquelle il travaille déjà depuis de longs mois. Avant de mourir d'une attaque cérébrale foudroyante, il révèle à Dantès l'emplacement de son trésor, sur l'île de Monte Cristo, qui doit lui permettre de financer sa vengeance.

## À l'écran
L'abbé Faria a été incarné à l'écran par :
- Bernhard Goetzke en 1929, dans Monte Cristo de Henri Fescourt ;
- Ermete Zacconi en 1943, dans le Comte de Monte-Cristo de Robert Vernay ;
- Gualtiero Tumiati (it) en 1954, dans le Comte de Monte-Cristo de Robert Vernay ;
- Henri Guisol en 1961, dans le Comte de Monte-Cristo de Claude Autant-Lara ;
- Pierre Brasseur en 1968, dans Sous le signe de Monte-Cristo d'André Hunebelle ;
- Henri Virlogeux en 1979, dans le Comte de Monte-Cristo de Denys de La Patellière ;
- Alexeï Petrenko en 1988, dans Le Prisonnier du château d'If de Gueorgui Jungwald-Khilkevitch ;
- Georges Moustaki en 1998, dans le Comte de Monte-Cristo de Josée Dayan ;
- Richard Harris en 2002, dans la Vengeance de Monte-Cristo de Kevin Reynolds  ;
- Pierfrancesco Favino en 2024, dans Le Comte de Monte-Cristo d'Alexandre de La Patellière et Matthieu Delaporte.